# カゼッラ
カゼッラ (イタリア語: 'Casella) は、イタリア共和国リグーリア州ジェノヴァ県にある、人口約3,100人の基礎自治体（コムーネ）。

## 地理

### 位置・広がり

#### 隣接コムーネ
隣接するコムーネは以下の通り。
- モントッジョ
- サヴィニョーネ
- セッラ・リッコ
- ヴァルブレヴェンナ

### 地震分類
イタリアの地震リスク階級 (it) では、3 に分類される
。

## 行政

### 分離集落
カゼッラには、以下の分離集落（フラツィオーネ）がある。
- Avosso, Carpeneta, Cortino, Parata, Regiosi, Salvega, Stabbio